# Palazzo Bianchi
Palazzo Bianchi o Palazzo Vescovile è un palazzo sito in piazza Sordello a Mantova.

## Storia e descrizione

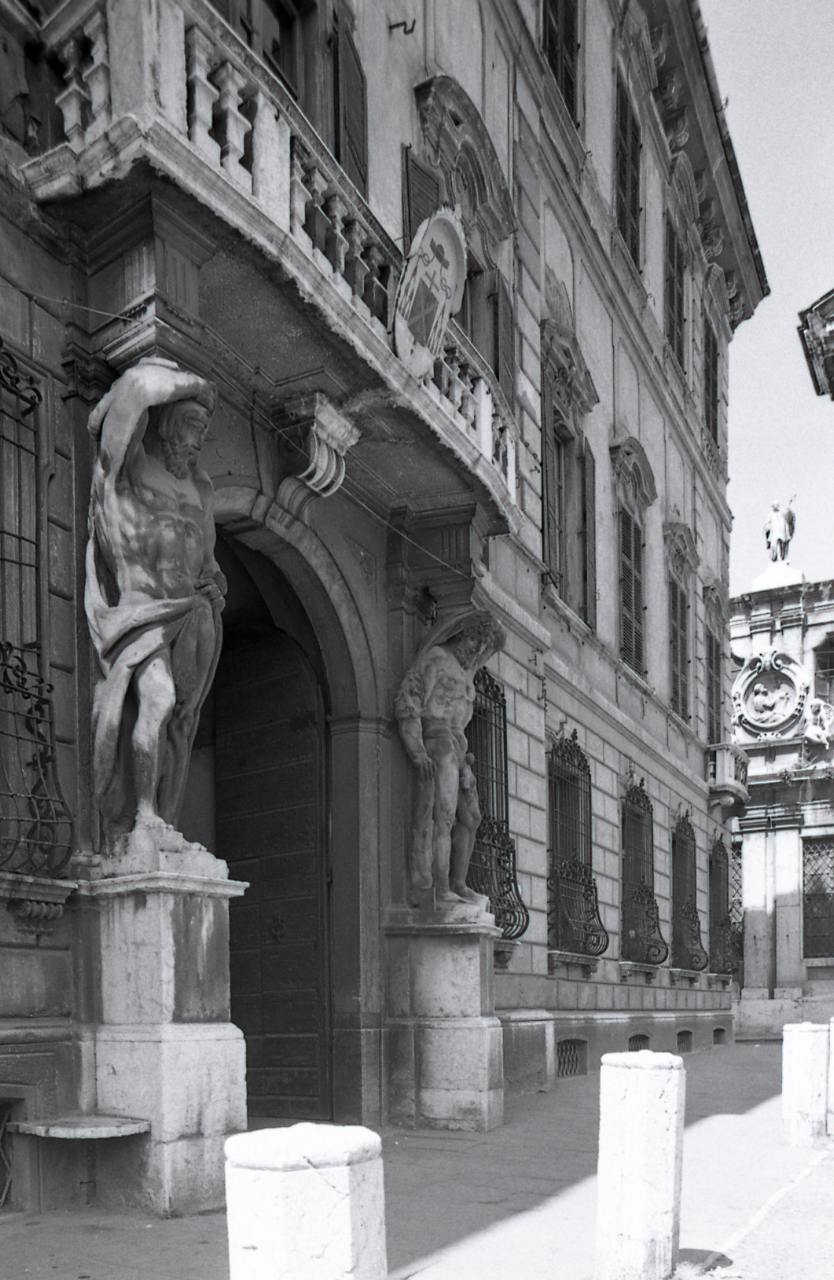
Ingresso di Palazzo Bianchi. Foto di Paolo Monti, 1979.

Il palazzo appartenne, in origine, alla famiglia mantovana degli Agnelli, che ne cedette la proprietà a Rinaldo Bonacolsi agli inizi del Trecento.
L'edificio, a fianco del duomo, fu realizzato a metà del Settecento, sostituendo due edifici preesistenti, dal conte Guido Porta che lo vendette nel 1756 al marchese Giuseppe Bianchi. I lavori di costruzione si conclusero nel 1765 con il palazzo che fu arricchito di uno scenografico scalone e con i soffitti a volta del primo piano impreziositi da affreschi di Giuseppe Bazzani.
Venduto alla diocesi nel 1824 dal marchese Alessandro Bianchi, accoglie ora la residenza del vescovo e gli uffici della Curia.
Nel 1967 il vescovo Antonio Poma fece ricavare nell'interrato un ambiente destinato all'archivio storico diocesano.